# John Dortmunder
John Dortmunder est un personnage de fiction créé par l'écrivain Donald Westlake. C'est un voleur malchanceux, héros de nombreux romans policiers.
Ses partenaires de vols sont Andy Kelp, Stan Murch (le chauffeur), Tiny Bulcher (le costaud) et Arnie Albright. 

## Filmographie
- 1972 : Les Quatre Malfrats de Peter Yates, interprété par Robert Redford
- 1974 : Bank Shot de Gower Champion, interprété par George C. Scott (Dortmunder se nomme Walter Upjohn Ballentine dans le film)
- 1976 : Come ti rapisco il pupo (it)de  Lucio De Caro, interprété par Walter Chiari
- 1982 : Jimmy the Kid de Gary Nelson, interprété par Paul Le Mat
- 1990 : Why me? Un plan d'enfer de Gene Quintano, interprété par Christophe Lambert (Dortmunder se nomme Gus Cardinale dans ce film)
- 1999 : Jimmy the Kid de Wolfgang Dickmann, interprété par Herbert Knaup
- 2001 : Escrocs de Sam Weisman, interprété par Martin Lawrence (Dortmunder se nomme Kevin Caffery dans le film)